# Intenzivna poljoprivreda
Intenzivna poljoprivreda, takođe poznata kao intenzivna agrikultura i industrijska poljoprivreda (za razliku od ekstenzivne poljoprivrede) vrsta je poljoprivrede, ratarstva i stočarstva, sa većim nivoom unosa i proizvodnje po kvadratnoj jedinici površine poljoprivrednog zemljišta. Karakteriše je nizak koeficijent neobrađenosti, veća upotreba inputa kao što su kapital i radna snaga, i veći prinosi useva po jedinici površine zemljišta.
Većina komercijalne poljoprivrede je intenzivna na jedan ili više načina. Oblici koji se u velikoj meri oslanjaju na industrijske metode često se nazivaju industrijskom poljoprivredom, koju karakterišu inovacije čiji je cilj da povećanje prinosa. Tehnike uključuju sadnju više useva godišnje, smanjenje učestalosti godina odmaranja zemljišta i poboljšanje kultivara. Takođe su obuhvaćeni povećana upotreba đubriva, regulatora rasta biljaka i pesticida i mehanizovane poljoprivrede, pod kontrolom povećane i detaljnije analize uslova uzgoja, uključujući vremenske prilike, zemljište, vodu, korov i štetočine. Ovaj sistem je podržan stalnim inovacijama u poljoprivrednoj mašineriji i metodama poljoprivrede, genetskoj tehnologiji, tehnikama za postizanje ekonomije obima, logistike i tehnologije za prikupljanje i analizu podataka. Intenzivne farme su rasprostranjene u razvijenim zemljama i sve su rasprostranjenije širom sveta. Većinu mesa, mlečnih proizvoda, jaja, voća i povrća u supermarketima proizvode takve farme.
Neke intenzivne farme mogu koristiti održive metode, mada to može zahtevati veće ulaganje radne snage ili niže prinose.
Intenzivni uzgoj životinja uključuje veliki broj životinja koje se uzgajaju na ograničenom zemljištu, na primer rotacijskom ispašom, ili u zapadnom svetu ponekad kao farme s koncentrovanom ishranom životinja. Ove metode povećavaju prinose hrane i vlakana po jutru u poređenju sa ekstenzivnim stočarstvom; koncentrovana hrana se dovodi do životinja koje se retko premeštaju, ili rotacijskom ispašom se životinje više puta premeštaju do sveže hrane.

## Istorija
Uzgoj pirinča na plavljenim poljima je bila ustaljena praksa u Koreji od davnina. U jednoj zemunici na arheološkom nalazištu Dačeoni nađena su karbonizovana zrna pirinča i radiougljeničnim datiranjem je utvrđeno da je uzgoj pirinča započeo već u srednjem dobu Jeulmunske grnčarije (oko 3500–2000. p. n. e.) na Korejskom poluostrvu. Pretpostavlja se da je najraniji uzgoj riže u toj regiji koristio suva polja umesto poplavljenih.
Razvoj poljoprivrede u Britaniji između 16. i sredine 19. veka doživeo je masovno povećanje poljoprivredne produktivnosti i neto proizvodnje. To je zauzvrat doprinelo velikom uvećanju populacije, oslobađajući značajan procenat radne snage i na taj način pomoglo da se omogući Industrijska revolucija. Istoričari su kao najvažnije inovacije naveli ograđivanje, mehanizaciju, rotaciju useva na četiri polja i selektivni uzgoj. Industrijska poljoprivreda nastala je industrijskom revolucijom. Do ranog 19. veka poljoprivredne tehnike, mašine, zalihe semena i kultivari toliko su poboljšani da je prinos po zemljišnoj jedinici bio daleko veći nego tokom srednjeg veka.
Faza industrijalizacije podrazumevala je kontinuirani proces mehanizacije. Mašine na konjski pogon poput Makormikove žetelice revolucionirale su žetvu, dok su izumi poput pamučne razdvajalice smanjili troškove prerade. Tokom tog istog perioda, poljoprivrednici su počeli da koriste tresilice i traktore na parni pogon. Godine 1892. uspešno je razvijen prvi traktor na benzinski pogon, a 1923. godine Farmall model traktora firme International Harvester postao je prvi svenamenski traktor, obeleživši prelomnu tačku u zameni vučnih životinja mašinama. Zatim su razvijene mehaničke žetilice (kombajni), sejačice, presađivači i druga oprema, čime je izvršena dalja revolucionizacija poljoprivrede. Ovi izumi povećali su prinose i omogućili individualnim poljoprivrednicima da upravljaju sve većim farmama.
Identifikacija azota, fosfora i kalijuma (NPK) kao kritičnih faktora u rastu biljaka dovela je do proizvodnje sintetičkih đubriva, što je dodatno povećalo prinose useva. Godine 1909, prvi put je demonstrirana Haber-Bošova metoda za sintezu amonijum nitrata. NPK đubrivo je podstaklo prve zabrinutosti u pogledu industrijske poljoprivrede, zbog nuspojava kao što su strukturna degradacija tla, erozija tla i opadanja opšte plodnosti tla, zajedno sa zabrinutostima za zdravlje usled toksičnih hemikalija koje ulaze u lanac ishrane.
Otkrivanje vitamina i njihove uloge u ishrani tokom prve dve decenije 20. veka, doveli su do vitaminskih suplemenata, koji su u 1920-im godinama omogućili uzgoj dela stoke u zatvorenom prostoru, smanjujući njihovu izloženost štetnim prirodnim elementima. Nakon Drugog svetskog rata upotreba sintetičkih đubriva brzo se povećala.
Otkrivanje antibiotika i vakcina olakšalo je uzgoj stoke redukovanjem bolesti. Razvoj logistike i rashladne tehnike kao i tehnologija prerade omogućili su distribuciju na velike daljine. Integrisano suzbijanje štetočina je savremena metoda za minimiziranje upotrebe pesticida na održiviji nivo.
Postoje zabrinutosti zbog održivosti industrijske poljoprivrede i uticaja đubriva i pesticida na životnu sredinu, što je podstaklo organski pokret i formiralo tržište za održivu intenzivnu poljoprivredu, kao i za finansiranje razvoja odgovarajuće tehnologije.

## Tehnike i tehnologije

### Stoka

#### Intenziviranje pašnjaka
Intenziviranje pašnjaka je poboljšanje tla pašnjaka i trave kako bi se povećao potencijal proizvodnje hrane u stočnim sistemima. To se obično koristi za preokretnje degradacije pašnjaka, procesa za koji je karakterističan gubitak krme i smanjeni nosivni kapacitet životinja što je posledica prekomerne ispaše, lošeg upravljanja hranjivim materijama i nedostatka očuvanja tla. Ova degradacija dovodi do lošeg pašnjačkog tla sa smanjenom plodnošću i dostupnošću vode i povećanim stopama erozije, degradacije i zakiseljavanja. Degradirani pašnjaci imaju značajno nižu produktivnost i veće ugljenične otiske u poređenju sa intenziviranim pašnjacima.